# Arpin (Wisconsin)
Pour les articles homonymes, voir Arpin.
Arpin est un village du comté de Wood, dans l'État du Wisconsin, aux États-Unis. En 2020, il comptait une population de 305 habitants.